# Russell Springs (Kentucky)
Jackson város az USA Kentucky államában. Lakosainak száma 2715 fő (2020. április 1.).

## Népesség
A település népességének változása:
| Lakosok száma | 2399 | 2441 | 2715 |
|               | 2000 | 2010 | 2020 |